# The Dr. Oz Show
The Dr. Oz Show es un programa de televisión estadounidense del género talk show (show de conversación), conducido por el Doctor  Mehmet Oz David Shankbone, un cirujano cardiotorácico de nacionalidad turco-estadounidense y profesor en la Universidad de Columbia que se hizo famoso por sus apariciones en The Oprah Winfrey Show desde 2004 hasta 2009.

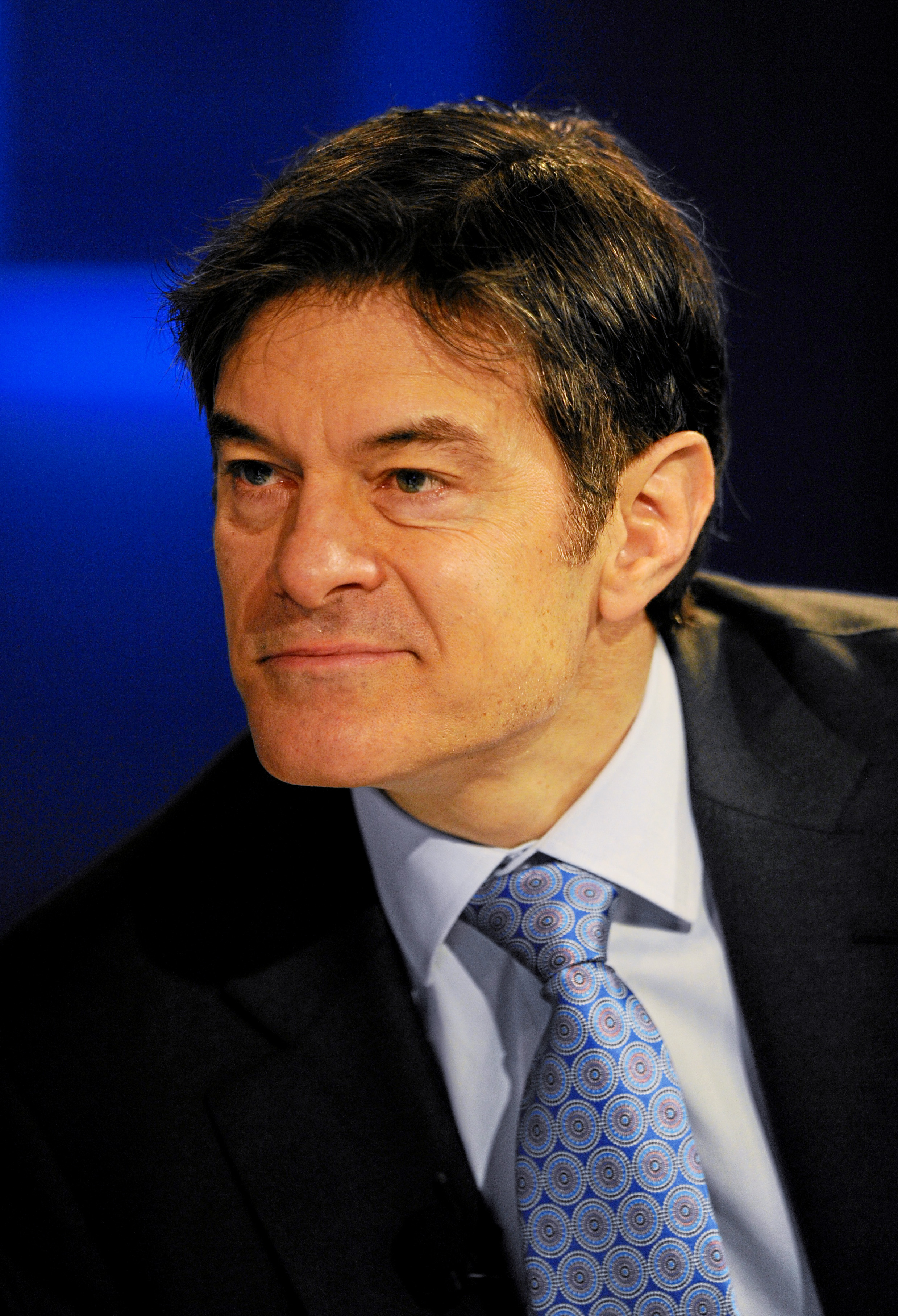
Mehmet Oz presentador de The Dr. Oz Show

## Historia
El show, que debutó el 14 de septiembre, 2009, es coproducido por la empresa de Oprah Winfrey Harpo Productions y es distribuido por Sony Pictures Television Distribution, es el segundo spin-off (programa nacido a partir de otro) con un conductor regular (Dr. Phil fue el primero), y es la primera vez que la empresa de Winfrey se ha asociado con otro estudio fuera de la corriente CBS Television Distribution, que coproduce la serie, así como la de otras series (que se supone que es debido a The Dr. Oz Show "'está en competencia directa con el Dr. Phil spin-off''  The Doctors, que distribuye CTD). Los espectáculos se grabaron en el estudio 6A ubicado en los  Estudios NBC, en Nueva York,, que es mejor o también conocido como el hogar de Late Night with David Letterman desde 1982 hasta 1993 y Late Night with Conan O'Brien desde 1993 hasta 2009. En la primera temporada, la serie fue nominada para un Emmy como "el mejor show de charla informativa" y el Dr. Oz se llevó a casa un premio Emmy a "el mejor presentador de show de conversación". La serie se renovó para una tercera temporada y se puso en marcha el 12 de septiembre de 2011 con un conjunto nuevo set estudio y escenografía. En ABC, la cuarta temporada de la serie se estrenó el 10 de septiembre de 2012.

## Premios
En 2010, The Dr. Oz Show fue nominado a un GLAAD Media Award por "Outstanding Talk Show Episode" por el episodio "The Science of Intersex" durante los 21 GLAAD Media Awards.

## Producción
El show del Dr. Oz trabaja a tiempo completo y es respaldado por una unidad médica compuesta por investigadores, médicos y fisiatras. La unidad médica trabaja diariamente con el Dr. Oz y los productores, desarrollando, escribiendo, y produciendo los diferentes segmentos y espacios del programa. La unidad médica también evalúa y aprueba todos los productos que aparecen durante el show. Para el show cada mes se reciben sobre 200 solicitudes relacionadas con los productos lanzados, por las distintas marcas de distinto rubro, como relacionadas con alimentación y salud.

## Transmisión
El show se adjudicó más del 80% del tiempo del espacio ocupado anteriormente por The Oprah Winfrey Show en su tercera temporada, además el show estuvo en el aire por la estación Portuguesa de TV SIC Mulher la cual también emitió Dr. Phil.
Los siguientes canales alrededor del mundo tienen actualmente o tuvieron al Show del Dr. Oz en su programación:
- En Hispanoamérica y Brasil se emite por la señal de Fox Life Latinoamérica.
- En Bolivia, los sabados a las 11:00 por ATB, desde el año 2017.
- En Chile se emite por UCV Televisión.
- En Australia emitido por Seven Network y W..
- En Bulgaria se emite por bTV Lady
- En Costa Rica emitido por Teletica.
- En Eslovenia emitido por POP Brio los fines de semana en las mañanas.
- En Croacia emitido por  HRT 1 los fines de semana en la tarde a la 1 p. m..
- En Singapur emitido por MediaCorp Channel 5 los fines de semana en la tarde a las 3 p. m. y reemitido los días siguientes a las 10 a. m..
- En Malasia emitido por TV Alhijrah.
- En Polonia emitido por Polsat en fines de semana al mediodía.
- En los países árabes emitido por MBC4.
- En Holanda emitido por RTL4.
- En Filipinas emitido por Colours.
- En Eslovaquia emitido por TV Doma.
- En Serbia emitido por Pink 2.
- En Argentina se emite por Ciudad Magazine.
- En Uruguay se emite por Monte Carlo TV.
- En Panamá es emitido por TVN Canal 2.
- En El Salvador es emitido por  Canal 4
- En Nicaragua es emitido por Canal 4

## Versiones
- El canal del Brasil RecordTV e Record News hizo un remake del programa llamado E Aí, Doutor?, se estrenó el 23 de mayo de 2011.

- En Chile el canal Mega hizo una adaptación titulada Dr. TV (Chile) la cual fue conducida por el Dr. Claudio Aldunate. El rating fue dispar, algunas veces le fue bien y otras no. Tuvo 2 temporadas, la primera fue emitida en la mañana y después se cambió al horario de la tarde por series coreanas.

- El canal del Perú América Televisión hizo un remake del programa llamado Dr. TV (Perú), se estrenó el 26 de marzo de 2012.

- En Colombia, RCN Televisión hizo un remake del programa llamado Doctor S.O.S., se estrenó en el 2011, En la primera temporada fue conducido por el cirujano Andrés Mejía, y entre 2012 y 2013 en reemplazo de Mejía por un problema de salud, ingresó el médico Luis Felipe Mora.

## Críticas
Analizando a Dr. Oz en The New Yorker, Michael Specter apuntó instancias donde Dr. Oz recibía invitados polémicos en su programa. Un ejemplo es Jeffrey Smith, un activista en contra de los alimentos transgénicos. "Oz identificó a Smith como un científico", escribió Specter, "pero Smith no tiene ningún tipo de experiencia en genética o agricultura, y no posee ningún título científico de ninguna institución". Specter también criticó a Oz porque "parece que se ha vuelto con más determinación al territorio de los tratamientos tenues para enfermedades serias". Oz respondió que él se ve a sí mismo como un mediador y quiere proveer al público de muchos puntos de vista diferentes, incluso si estos son mirados en menos por la comunidad médica convencional.

### Arsénico en el jugo de manzana
Oz atrajo críticas de la Administración de Alimentos y Medicamentos de los Estados Unidos en septiembre del 2011 después de reportar que un laboratorio toxicológico independiente que su programa había contratado encontró niveles de arsénico, en algunas muestras de jugo de manzana, por encima del límite que la FDA permite en el agua potable. La FDA envió una carta a Dr. Oz manifestando que las pruebas hechas por el laboratorio no distinguían entre arsénico inorgánico, agentes cancerígenos, ni arsénico orgánico, el cual no es considerado nocivo. Oz respondió que él no está de acuerdo con la premisa que el arsénico orgánico es seguro como las autoridades aseguran y piensa que el nivel total de arsénico debe ser reducido. Oz continuó, diciendo que no dudaría en seguir dándole a sus hijos jugo de manzana, y que su preocupación era los posibles efectos nocivos causados por beber el jugo por muchos años.